# Erich Knorr
Erich Knorr (* 24. Oktober 1912 in Claußnitz; † 23. September 2012 in Chemnitz) war ein deutscher Politiker (KPD, SED, Die Linke) und Funktionär der DDR-Bauernorganisation Vereinigung der gegenseitigen Bauernhilfe (VdgB).

## Leben
Knorr, Sohn eines Arbeiters, wuchs im Erzgebirge auf und absolvierte ab 1927 eine Lehre als Schlosser. 1927 schloss er sich der Sozialistischen Arbeiter-Jugend (SAJ), 1931 dem Kommunistischen Jugendverband Deutschlands (KJVD) und 1932 der KPD an und wurde Mitglied des Roten Frontkämpferbundes. Nach dem Machtantritt der Nationalsozialisten setzte er seine Tätigkeit als Politischer Leiter des illegalen KPD-Unterbezirks Burgstädt fort und war am Aufbau einer KPD-Gruppe in Chemnitz beteiligt. Im Juli 1935 wurde er deshalb verhaftet und am 30. September 1936 zu fünf Jahren und drei Monaten Zuchthaus verurteilt. Seine Strafzeit verbrachte er im Zuchthaus Zwickau und in Waldheim. Nach seiner Entlassung 1940 setzte er die illegale Arbeit fort. Während des Zweiten Weltkriegs wurde er im Februar 1943 zum Strafbataillon 999 einberufen. Auch hier leistete er antifaschistische Arbeit und schloss sich der Widerstandsgruppe von Karl König an. Während eines Lazarettaufenthalts gelang ihm Ende April 1945 die Flucht und die Rückkehr nach Sachsen.
Nach Kriegsende gründete Knorr das Antifa-Komitee seines Heimatortes Claußnitz und wurde erster Nachkriegsbürgermeister. Im September 1945 übernahm er die Leitung des Referats Landwirtschaft im Landratsamt Rochlitz und war vom 1. Februar 1946 bis 1948 Landrat des Kreises Rochlitz. In dieser Funktion engagierte er sich für die Betreuung und Integration der zahlreichen Flüchtlinge und Umsiedler und regte den Bau des Dorfes Neurochlitz in der Uckermark an. Von 1949 bis 1950 war er zudem Kulturleiter der MAS-Landesverwaltung in Sachsen und übernahm dann die Leitung der Saatzuchtbetriebe Quedlinburg.
Im Juli 1950 wurde Erich Knorr stellvertretender Generalsekretär der Vereinigung der gegenseitigen Bauernhilfe (VdgB) und arbeitete als Leiter der Westabteilung an der Konstituierung und Arbeit des Gesamtdeutschen Arbeitskreises für Land- und Forstwirtschaft mit. Drei Jahre später übernahm er als Nachfolger von Kurt Vieweg den Posten des Generalsekretärs des Zentralvorstandes der VdgB. Außerdem war er von 1954 bis 1958 Mitglied des Nationalrates der Nationalen Front. Wegen „revisionistischer Auffassungen“ wurde Knorr jedoch Ende 1957 beurlaubt und im Juli 1958 seiner Ämter enthoben.
Knorr begann daraufhin 1958 ein Studium an der LPG-Hochschule Meißen. 1959 bis 1962 war er Vorsitzender des Rates des Kreises Güstrow, verlor jedoch auch diese Funktion wegen „Liberalismus in der Leitungstätigkeit“. Danach arbeitete er bis zu seiner vorzeitigen Versetzung in den Ruhestand als Lehrer an den SED-Bezirksparteischulen in Güstrow und Mittweida und widmete sich publizistischen Aufgaben.
Im Dezember 1989 war Knorr Delegierter des außerordentlichen Parteitags der SED/PDS und wurde Mitglied des Rates der Alten beim Parteivorstand der PDS. 2010 wählte ihn seine Partei zum Wahlmann der 14. Bundesversammlung für die Wahl des Bundespräsidenten. Mit 97 Jahren war er ältester Delegierter der Bundesversammlung.

## Ehrungen
- 1958 Vaterländischer Verdienstorden in Bronze[4]

## Schriften
- Die Moskauer Konferenz und die nächsten Aufgaben der VdgB (BHG): Beschlüsse der 5. Sitzung des Zentralvorstandes der Vereinigung der gegenseitiger Bauernhilfe (1955)
- Große Tage der kleinen Bauern: Tagebuchblätter aus der demokratischen Bodenreform (1956)
- Sachsenburg. Dokumente und Erinnerungen (1994)
- Strafsoldat in Krieg und Nachkrieg: 29 Monate Strafbataillon 999 (2011)